# Chiaki Ito
Chiaki Itō (伊藤千晃) (nacida el 10 de enero de 1987 en Nagoya, en la Prefectura de Aichi, Japón) es una actriz, modelo, excantante, talentosa e Ídola japonesa, fue una de las integrantes del grupo de pop japonés AAA que entró en el segundo casting, junto con Yukari Goto. Después es una actriz y modelo. Tiene su propia empresa de cosméticos. Y sacó una canción digital llamada Charming Kiss.
En marzo de 2017 abandonó AAA tras casarse y quedarse  embarazada.

## Trayectoria cinematográfica
- Heat Island (ヒート アイランド, 2007), de Osamu Katayama. Interpreta el papel de Yuko. Participa también su compañero de AAA, Naoya Urata.

## Trayectoria en televisión
- Honey And Clover (GTV Taiwan / 2009). Interpreta el papel de Hagumi Hanamoto.
- Future Century Shakespeare (KTV / 2008).
- On Time (2007).
- Karera no Umi8 (TV Kumamoto/ 2006). Participan también sus compañeros de AAA, Misako Uno, Shuta Sueyoshi y Shinjiro Atae.

## Trayectoria como modelo
- Cheek Magazine
- Kurapika Company

- Datos: Q8345290
- Multimedia: Chiaki Itō / Q8345290